# Black River (Duwamish River)

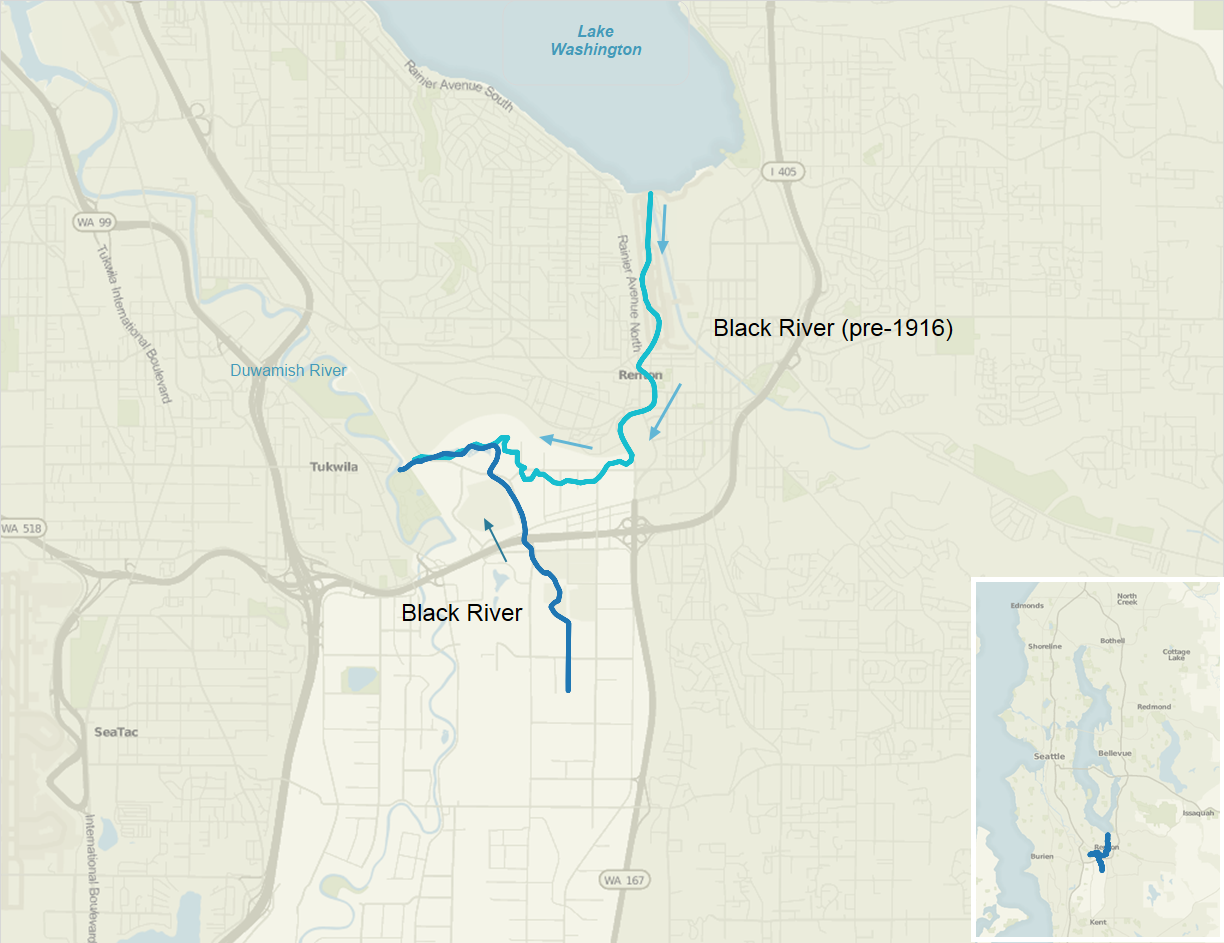
Der Verlauf des Black River vor 1916 und heute

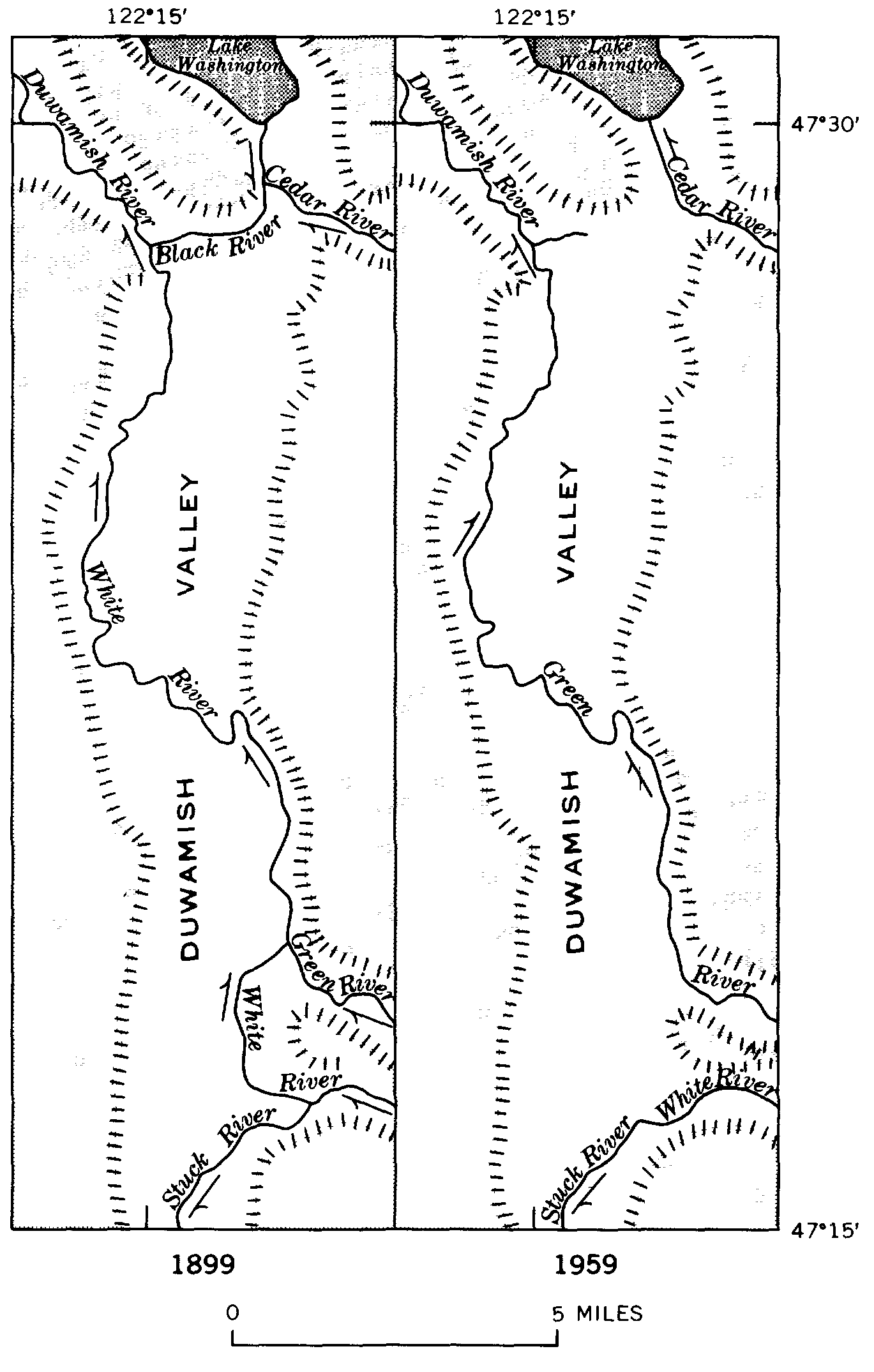
Die Karten zeigen den Wechsel im Verlauf und in der Nomenklatur im Duwamish Valley, 1899–1959.

Der Black River ist ein Nebenfluss des Duwamish River im King County im US-Bundesstaat Washington. Er entwässerte bis 1916 den Lake Washington, bis die Eröffnung des Lake Washington Ship Canal den Wasserspiegel des Sees absenkte, was teilweise zum Austrocknen des Black River führte. Er existiert noch als rückgestauter Fluss von etwa zwei Meilen (3,2 km) Länge.
Vor dem 20. Jahrhundert hatte der Lake Washington über den Black River einen Abfluss im Süden, welcher vom Cedar River verstärkt wurde, bevor er in den White River (heute in den unteren Green River – der White River hat seinen Lauf nach Süden verlegt) mündete. Der Zusammenfluss von Black und White River bildete den Duwamish River, welcher in die Elliott Bay am Puget Sound mündet. Daher flossen die Gewässer, die dem Lake Washington zuflossen wie der Sammamish River, einst über den Black und den Duwamish River ab. Heute fließt das Wasser des Lake Washington über den Lake Washington Ship Canal in den Puget Sound.
Im November 1911 überflutete der Cedar River Renton. 1912 wurde der Cedar River vom Black River in den Lake Washington abgeleitet, um künftig Überschwemmungen zu vermeiden. Das Wasser floss weiterhin durch den Black River ab, nachdem der Lake Washington passiert worden war. Mit der Eröffnung des Lake Washington Ship Canal 1916 in Seattle fiel der Wasserspiegel des Sees um nahezu neun Fuß (2,7 m) und der Black River trocknete aus. Heute bildet ein Teil des Betts den Auwald und das Feuchtgebiet des Black River Riparian Forest and Wetland.
Die Duwamish lebten mehrere Jahrhunderte entlang des Black River. Die Siedlungen der Duwamish verblieben am Fluss, bis dieser 1916 austrocknete. Mehrere Dörfer der Indigenen befanden sich am Zusammenfluss von Black und Duwamish River. Das Gebiet wurde „Innerer Ort“ (Lushootseed: Dxwdəw, woraus das Wort „Duwamish“ abgeleitet wurde) genannt, was sich auf die Lage im Inland des Puget Sound bezieht. Lange als Rückzugsort genutzt, wurde das Gebiet die Heimat vieler Indianer, die durch die Ausbreitung der Stadt Seattle vertrieben wurden, bis der Black River austrocknete.

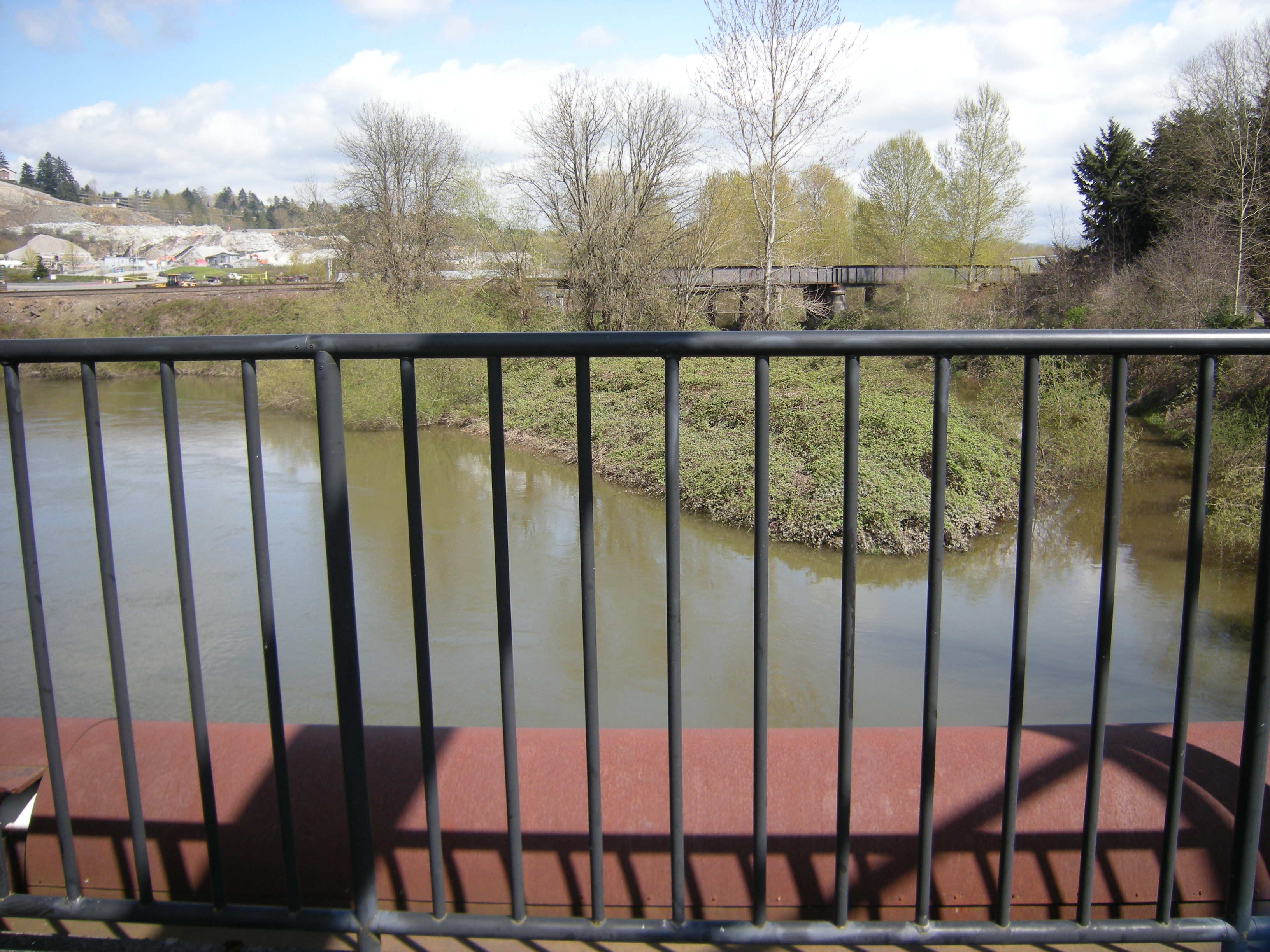
Das Überbleibsel des Black River (rechts) vereint sich mit dem Green River zum Duwamish River (links). Blick von der Fort Dent Pedestrian Bridge (Fußgängerbrücke) 2009. Der Blick geht den Black River aufwärts und den Duwamish River abwärts.